# Nicolas François Octave Tassaert

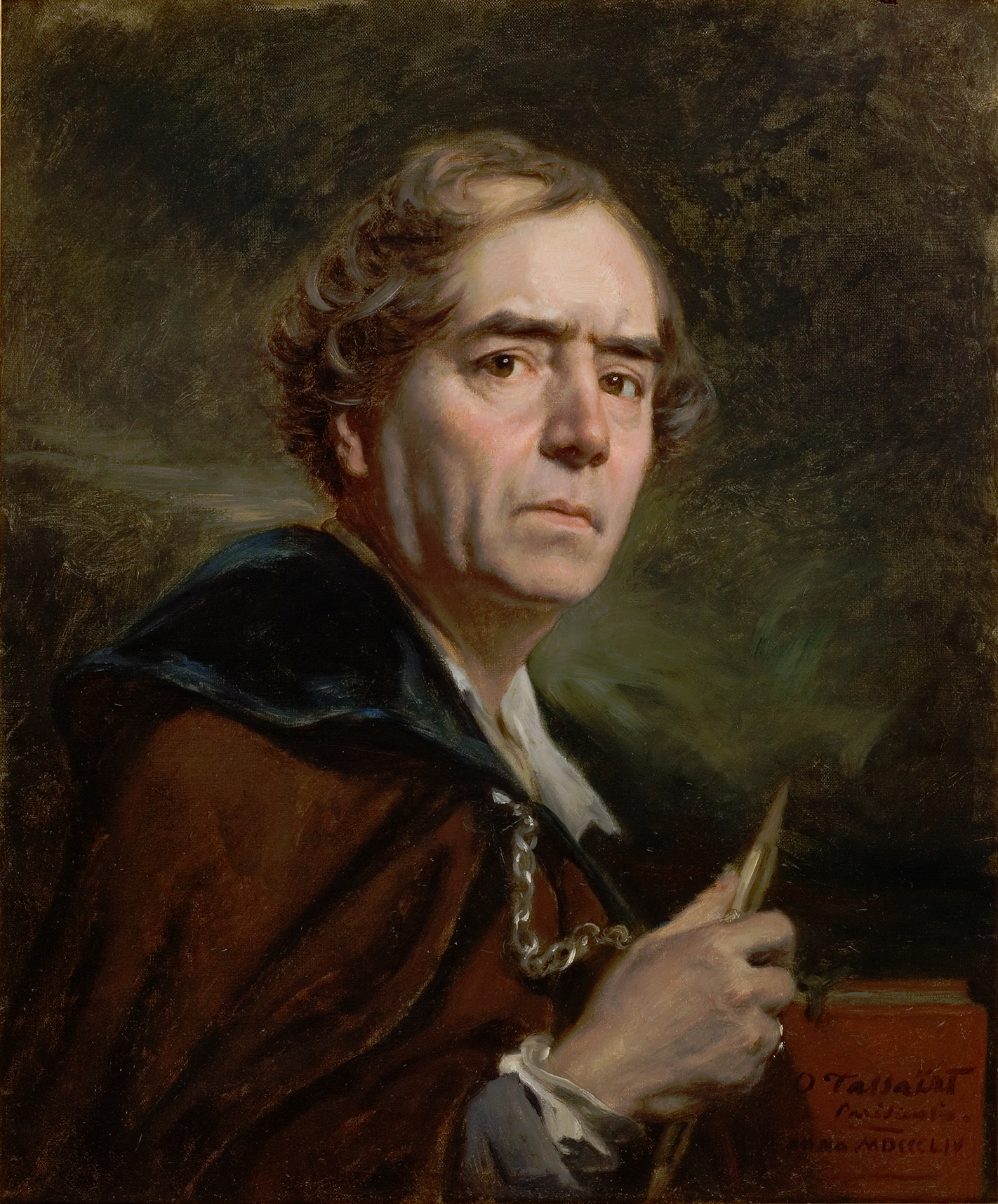
Selbstbildnis mit Pinsel und Palette

Nicolas François Octave Tassaert (* 26. Juni 1800 in Paris; † 24. April 1874 ebenda) war ein französischer Maler von Porträts und Genrebildern, religiösen, historischen und allegorischen Gemälden sowie ein Lithograf und Kupferstecher.

## Leben
Octave Tassaert, Enkel des vor allem in Berlin arbeitenden Bildhauers Jean Pierre Antoine Tassaert, Sohn des Graveurs Jean Joseph François Tassaert, stammte aus einer ursprünglich flämischen Künstlerfamilie, die überwiegend in Antwerpen, Paris und Preußen wirkte. Octave Tassaert wurde zunächst von seinem Vater, und dann von seinem älteren Bruder Paul unterrichtet, die beide als Grafiker und Händler tätig waren. Zusammen mit seinem Bruder Paul fertigte er zunächst Holzstiche.
1816 arbeitete er einige Zeit bei dem Graveur Alexis-François Girard und versuchte sich in der Zwischenzeit in die Malerei. Am 1. Februar 1817 wurde er in die École des Beaux-Arts in Paris aufgenommen. Guillaume Guillon Lethière war einer seiner Professoren. 1823 bis 1824 arbeitete er zielgerichtet auf den Prix de Rome hin, konnte ihn aber nicht gewinnen. Dies erschütterte sein Selbstvertrauen so schwer, dass er sich für die folgenden knapp zwanzig Jahre als Gebrauchsgraphiker wieder dem Holzstich sowie der Lithographie widmete. Vor allem in dieser Zeit entstanden seine zahlreichen erotischen Lithographien für Sammler. Außerdem illustrierte er Bücher für Victor Hugo, Alexandre Dumas der Ältere, François-René de Chateaubriand und andere.
Er fing wieder an zu malen und stellte auf den Pariser Salons aus. Sein erster Erfolg war der Ankauf seines Gemäldes Der Tod von Correggio durch den Herzog von Orléans (Salon 1834, Eremitage, Sankt Petersburg). Tassaerts historische, religiöse, allegorische und vor allem Genreszenen mit oft melodramatischem Charakter brachten ihm Übernamen wie "Prud'hon des armen Mannes" oder "Correggio des Dachgeschosses" ein.  In den 1850er Jahren hatte er einen gewissen Erfolg mit Gemälden, die das Leben der Benachteiligten darstellten: unglückliche Familien, sterbende Mütter, kranke oder verlassene Kinder und Ehefrauen und ähnliches. Ein Beispiel dafür ist sein Werk Unglückliche Familie oder Selbstmord, das auf dem Salon von 1850/51 gezeigt wurde. Es zeigt eine einfühlsame Darstellung des Doppelselbstmords von Mutter und Tochter durch Verbrennen von Holzkohle. In der Folge entstanden weitere, das das trostlose Leben der arbeitenden Frauen in Paris zeigt. Mit seinen Darstellungen sozialer Ungerechtigkeit versuchte er, den emotionalen Nerv des Betrachters zu treffen.  Einige seiner Zeitgenossen fanden dieses Werk eher sentimental.  Obwohl sein Beitrag zur Weltausstellung 1855 von den Kritikern gut aufgenommen wurde, zog sich Tassaert immer mehr von der von ihm verachteten Kunstwelt zurück und stellte nach dem Salon von 1857 nicht mehr aus.
Zu den zeitgenössischen Bewunderern von Tassaert gehörten Eugène Delacroix und die Barbizoner Künstler Charles Jacque, Narcisso Virgilio Díaz de la Peña, Constant Troyon und Léon Bonnat. Alfred Bruyas, Alexandre Dumas der Jüngere, Victor Chocquet und Henri Rouart schätzten seine Kunst und kauften auch seine Werke. Die Kunstsammlung von Dumas enthielt mindestens fünfzig Werke von Tassaert. Seine Werke sind in über 30 Museen weltweit zu finden. Die am besten ausgestatteten sind  in Bayonne das Musée Bonnat, in Paris Louvre, Carnavalet und Musée de la Vie romantique und dank der Spende von Alfred Bruyas das Musée Fabre in Montpellier. Er verfiel mehr und mehr dem Alkohol. Er verkaufte 1863 sein Bilder-Lager dem Kunsthändler Pierre-Firmin Martin (1817–1891), auch bekannt als Père Martin, und hörte auf zu malen.  Er versuchte sich nun als Dichter, ohne Erfolg. Es hat sich kaum ein Manuskript erhalten, sodass die Vermutung naheliegt, dass er seine Manuskripte selbst vernichtet hat. Der übermäßige Alkoholgenuss trübte zudem sein Augenlicht.  Er verarmte und beging 1874 Selbstmord auf die gleiche Weise wie die Frauen in seinem Gemälde "Selbstmord", nämlich durch Verbrennen von Holzkohle.

## Gemälde (Auswahl)
- Der Tod von Correggio, 1835, Eremitage, Sankt Petersburg
- Dagoberts Begräbnis in Saint-Denis gefeiert, Château de Versailles
- Kommunion der ersten Christen in den Katakomben, 1851, Musée des Beaux-Arts de Bordeaux
- Himmel und Hölle, 1850, Cleveland Museum of Art
- Die Versuchung des heiligen Hilarion, um 1857, Montreal Museum of Fine Arts

## Galerie

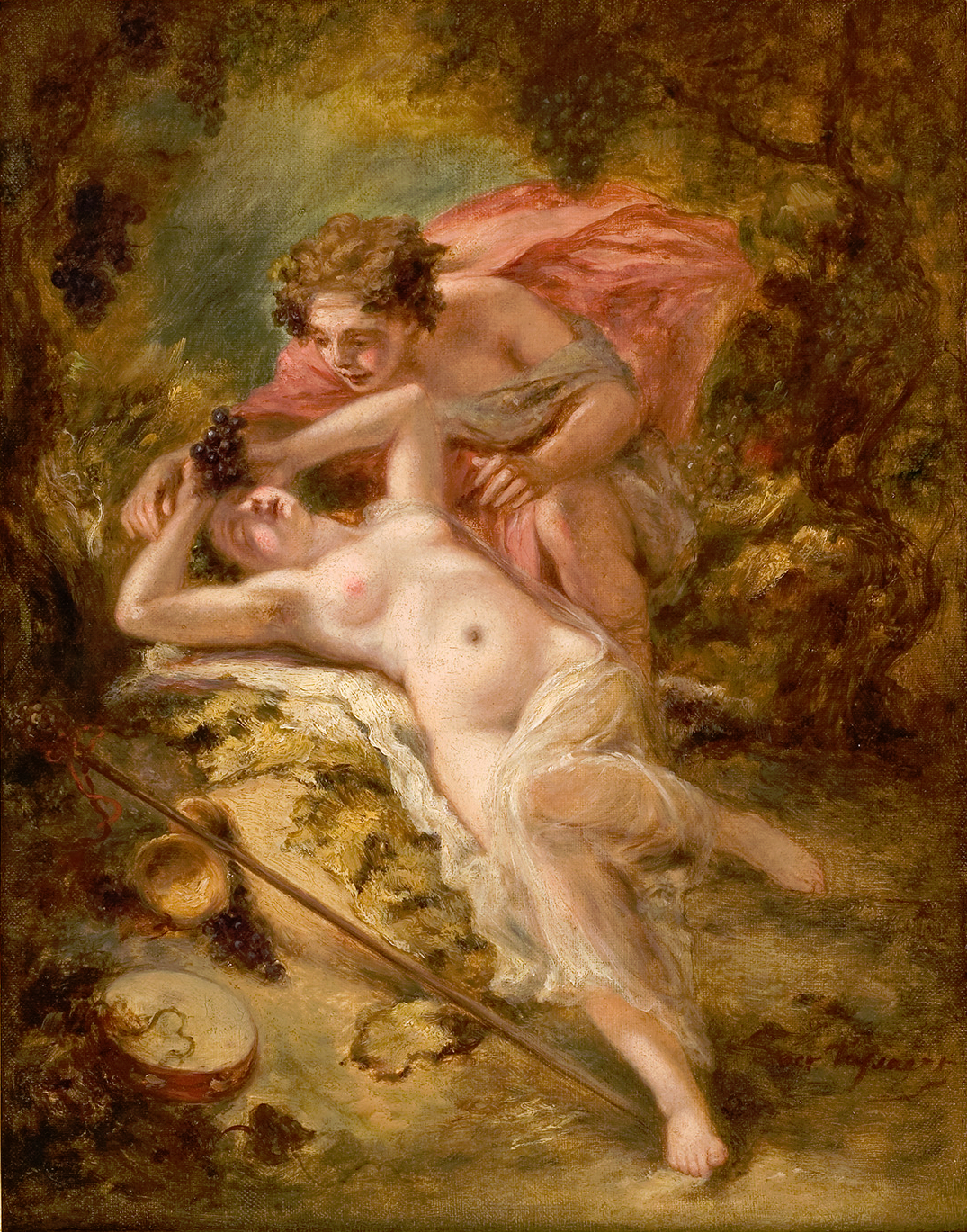
Bacchus und Erigone, 1850, Musée Fabre, Montpellier
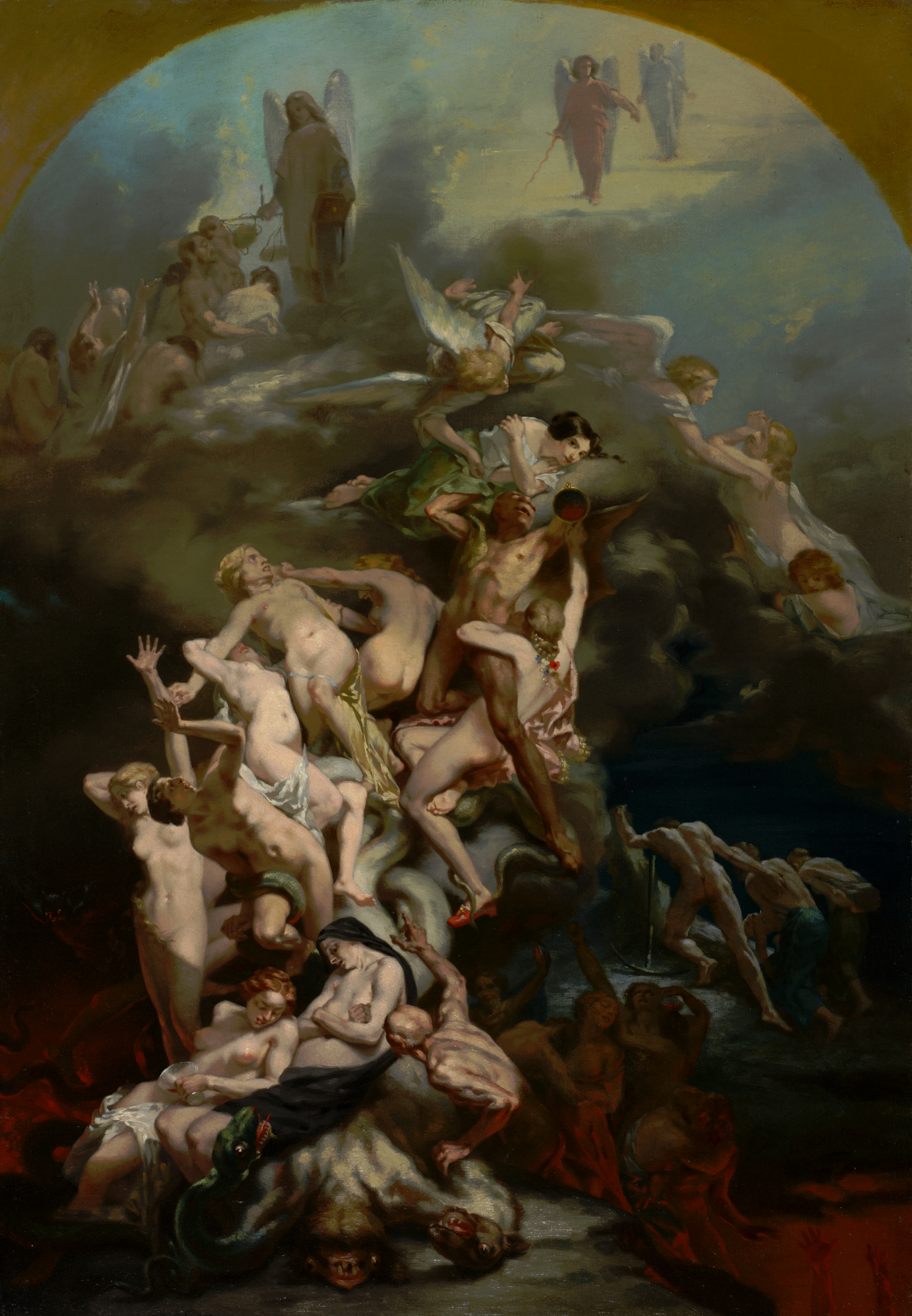
Himmel und Hölle, 1850, Cleveland Museum of Art
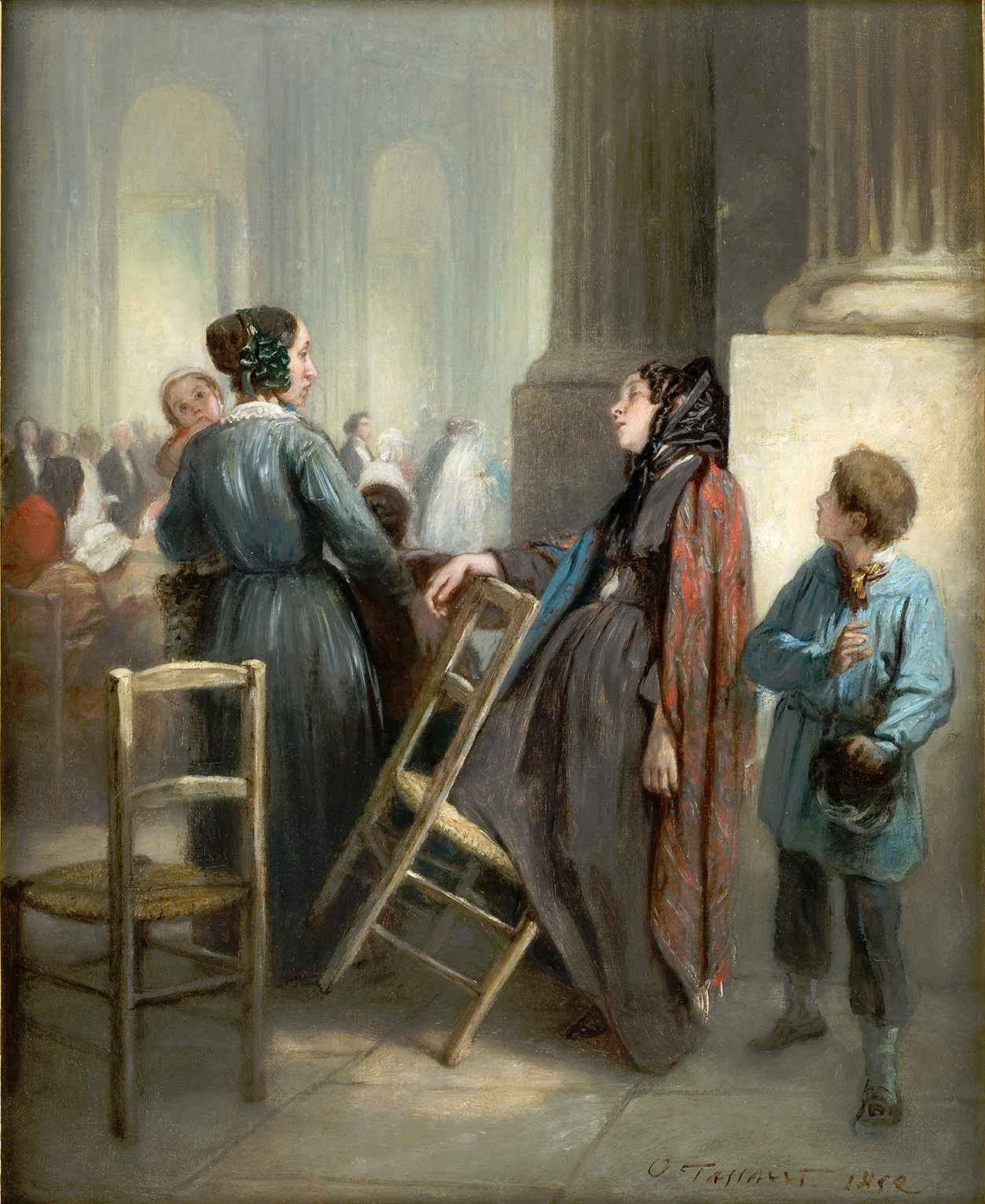
Die Verlassene 1852, Musée Fabre, Montpellier
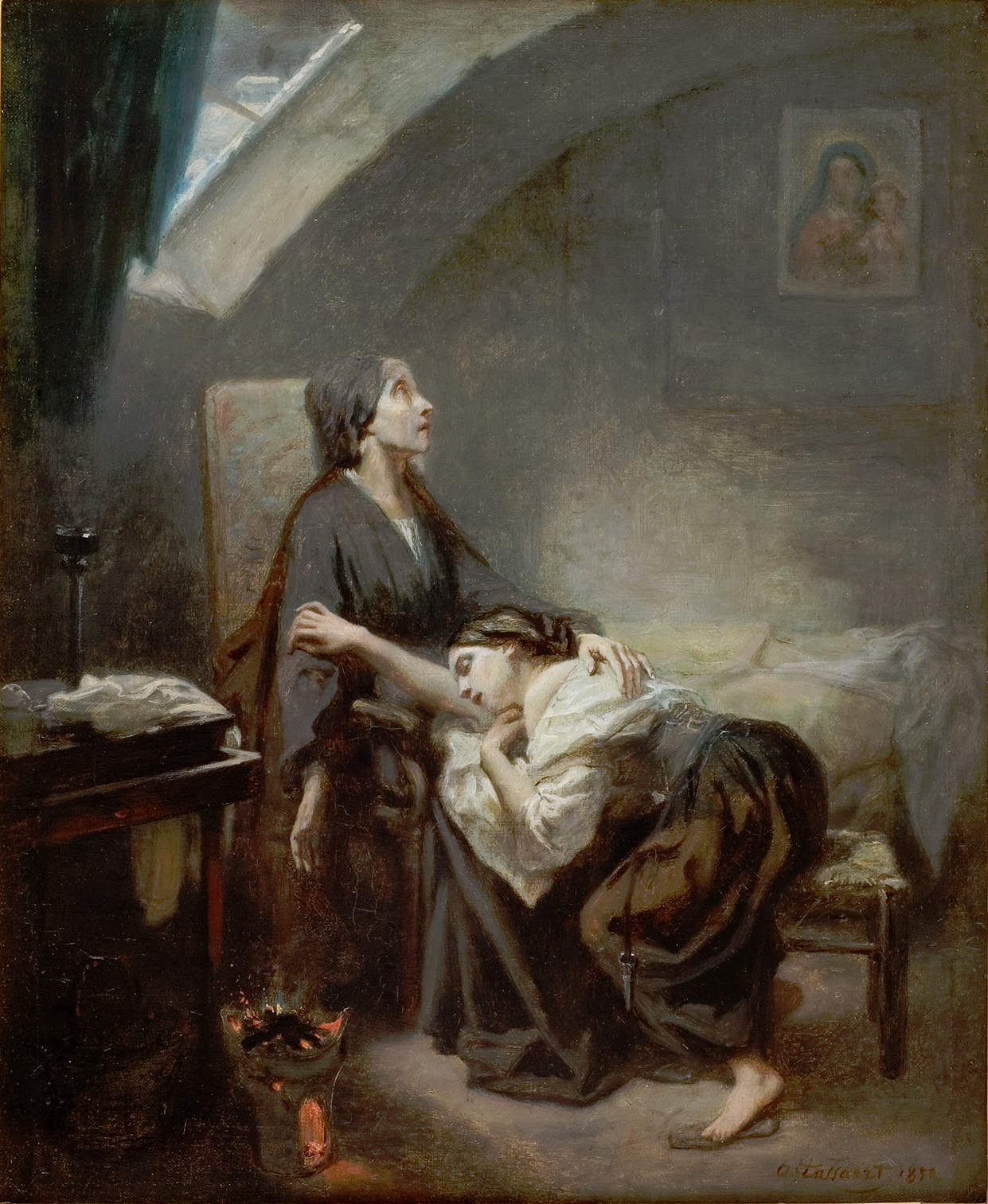
Unglückliche Familie oder Selbstmord 1852, Musée Fabre, Montpellier
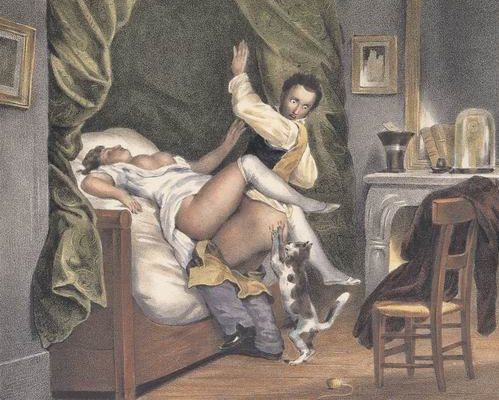
Die eifersüchtige Katze Lithographie
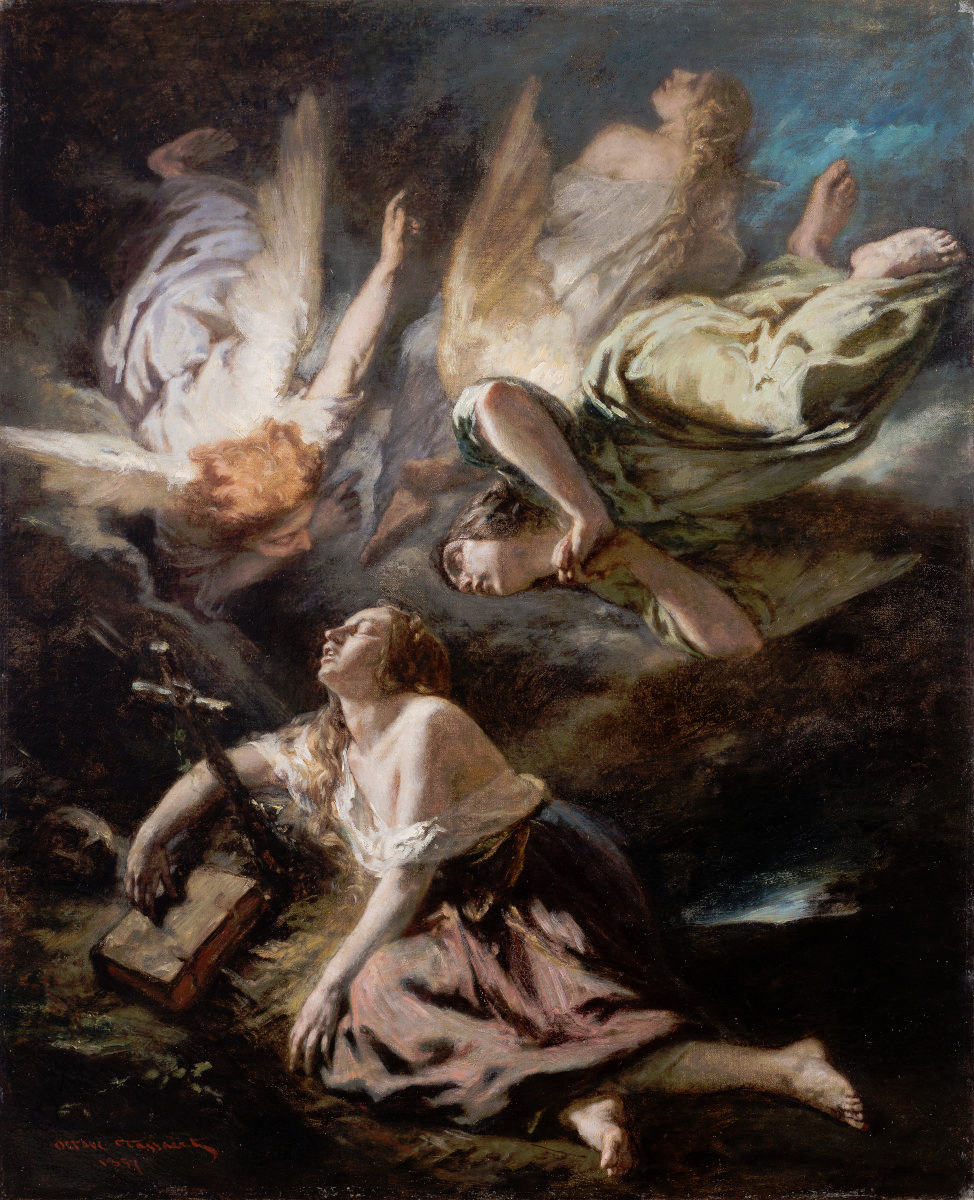
Sterbende Magdalena  1857, Musée Fabre, Montpellier